# Associação para Crianças e Adolescentes com Câncer
Associação para Crianças e Adolescentes com Câncer (TUCCA) é uma organização não governamental, sem fins lucrativos, fundada em 1998, que oferece tratamento multidisciplinar a crianças e adolescentes carentes com câncer.
Em 16 anos de atividades, a TUCCA em parceria com o Hospital Santa Marcelina já assistiu mais de 2300 crianças e adolescentes carentes com câncer, atingindo taxas de cura próxima a 80%, índice até 60% acima da média brasileira, igualado somente aos Estados Unidos e Europa. Esse dado é especialmente relevante quando nos deparamos com o fato do câncer, nos países em desenvolvimento, matar mais crianças que a AIDS, malária e tuberculose juntos, sendo a segunda causa de morte infantil no Brasil, de acordo com a Organização Mundial de Saúde (OMS).
A TUCCA aplica os valores arrecadados, exclusivamente, para garantir aos nossos pacientes, dentro do mais avançado padrão médico-científico, o direito de alcançar todas as chances de cura possíveis, com qualidade de vida, de acordo com o site oficial do Sport Club Corinthians Paulista (SCCP).
O nome TUCCA teve origem na expressão “Tumor cerebral em Crianças e Adolescentes”, não mais utilizada pelo fato de a ONG ter ampliado o tratamento a pacientes com todos os tipos de câncer da infância e da adolescência.
Desde seu início, tem atuado no diagnóstico, tratamento e reabilitação e também na pesquisa e capacitação profissional, oferecendo acompanhamento multidisciplinar, além de exames e medicamentos de última geração, sem qualquer custo ao paciente e sem fila de espera.

## Localização
A escolha do local para atuação da TUCCA se deve ao fato da Zona Leste ser a região de maior densidade demográfica da capital paulista, com mais de 5 milhões de habitantes, próxima a importantes e populosos municípios da Grande São Paulo, de forma que, dos aproximadamente dez centros de referência no tratamento do câncer na cidade de São Paulo, a TUCCA seja a única na região.
Outro diferencial da TUCCA reside nas parcerias que mantém. O trabalho conjunto no serviço de oncologia pediátrica do Hospital Santa Marcelina possibilita que os recursos arrecadados pela Associação sejam investidos exclusivamente no que há de mais moderno em termos de diagnóstico e medicamento: no Hospital, os pacientes têm à disposição o atendimento do SUS e toda a estrutura hospitalar e cirúrgica já mantida por aquela instituição, e a TUCCA complemento o tratamento com todos os remédios, procedimentos e exames de última geração, tal como seria nos melhores hospitais privados do planeta.
A TUCCA também é parceria do INCTR (International Network for Cancer Treatment and Research), como instituição associada, e coloca em prática na periferia de São Paulo todas as diretrizes internacionais do INCTR, sendo considerada como uma referência para todo o 
O Ambulatório de Oncologia Pediátrica do Hospital Santa Marcelina em parceria com a TUCCA inaugurado em 2007 possui equipe de recreacionistas - que acompanha as crianças durante o tratamento -, espaços decorados para as faixas etárias atendidas, lan-house, horta e cozinha experimental para as mães, além de todo o aparato médico necessário.
Para financiar os tratamentos, a TUCCA conta com doações de empresas e pessoas físicas e promove ações culturais ‘Pela Cura’, como o projeto TUCCA Música pela Cura, que realiza concertos e espetáculos infantis na Sala São Paulo.

## Parcerias
Hospital Santa Marcelina
Desde 2001, a TUCCA mantém parceria com o Hospital Santa Marcelina, coordenando o Serviço de Oncologia Pediátrica. A escolha do parceiro, que fica em Itaquera, foi estratégica. Até então, todos os centros de referência em oncologia pediátrica estavam localizados nas zonas central, oeste ou sul da capital paulista, dificultando o atendimento de moradores da zona leste, região mais carente e de maior densidade demográfica, localizada perto de populosos municípios da Grande São Paulo. Por meio dessa união, a TUCCA aplica recursos próprios, direta e exclusivamente, no que faz diferença para oferecer o tratamento mais adequado e atingir os melhores resultados.
Rede Internacional para Tratamento e Pesquisa do Câncer (INCTR)
A TUCCA, desde sua criação, é parceira da INCTR, uma organização não governamental, com sede no Instituto Pasteur, em Bruxelas, fundada em 1998. A INCTR atua em países em desenvolvimento com o objetivo de promover pesquisa científica e divulgar campanhas de prevenção e de incentivo ao diagnóstico precoce do câncer, além de promover globalmente o intercâmbio de informações entre especialistas da área. Como instituição associada, a TUCCA coloca em prática, na periferia de São Paulo, todas as diretrizes internacionais da INCTR, de forma a ser considerada pelo Dr. Ian Magrath, presidente da organização, como sendo uma referência para todo o mundo.
Outras instituições

A TUCCA mantém parceria médico-científica com onze centros Brasil afora: Hospital da Santa Casa de Misericórdia de Belo Horizonte, Hospital Mario Covas / Santo André, Grupo de Pesquisa e Assistência ao Câncer Infantil – GPACI / Sorocaba, Santa Casa de Santos, GACC / São José dos Campos, Hospital de Base do Distrito Federal, Hospital Infantil Nossa Senhora da Gloria / Vitória, Hospital do Câncer de Mato Grosso, Hospital do Câncer Napoleão Laureano / João Pessoa, Instituto Maranhense de Oncologia Aldenora Belo/São Luís, Santa Casa de Itabuna. 